# 霍斯滕
霍斯滕是德国莱茵兰-普法尔茨州的一个市镇。总面积2.88平方公里，总人口186人，其中男性89人，女性97人（2011年12月31日），人口密度65人/平方公里。